# Casciana Terme
Casciana Terme es una localidad italiana de la provincia de Pisa, región de Toscana, con 3.689 habitantes.

Ubicación de la ciudad de Casciana Terme dentro de la provincia de Pisa.

## Evolución demográfica
| Gráfica de evolución demográfica de Casciana Terme entre 1861 y 2001 |
|                                                                      |
| Fuente ISTAT - Elaboración gráfica por parte de Wikipedia            |